# 日本ヒューム
日本ヒューム株式会社（にっぽんヒューム）は、東京都港区新橋に本社を置く、ヒューム管、建設基礎杭等のコンクリート製品の製造会社である。
大正14年（1925年）創業時に、日本で初めて遠心成型によるヒューム管の製造技術の特許を取得し、量産化した。現在でも、下水道向けヒューム管では業界首位である（シェア20％前後）。しかし近年は、都市部の下水道の普及によりヒューム管の市場自体が縮小傾向であるため、売上げの主力はPC基礎杭の製造及び施工である。また工場跡の遊休地を活用した不動産賃貸業も手掛ける。

## 沿革

### 日本ヒュームコンクリート
- 1925年（大正14年）日本ヒュームコンクリート株式会社創立。鶴見本社工場にてヒューム管の量産を開始。
- 1926年（大正15年）大阪工場設置。

### 日本ヒューム管
- 1928年（昭和3年）本社を東京・銀座に移し、商号を日本ヒューム管株式会社と改める。大阪支店開設。
- 1949年（昭和24年）東京証券取引所へ上場。
- 1955年（昭和30年）東京・港区新橋に新社屋竣工、本社移転。
- 1957年（昭和32年）名古屋出張所、苫小牧工場設置。
- 1958年（昭和33年）若松工場（現・九州工場）設置。
- 1961年（昭和36年）熊谷工場設置。
- 1962年（昭和37年）三重工場設置、PCパイルの製造開始。
- 1986年（昭和61年）不動産事業に進出、上丸子NHビル竣工賃貸開始。
- 1987年（昭和62年）日本ヒュームコンクリート（タイランド）リミテッド設立。
- 1989年（平成元年）東京都港区新橋に現本社ビル（新橋NHビル）竣工。
- 1994年（平成6年）P.Tリサ.コンクリートインドネシア設立、ヒューメックスボナタイランドリミテッド設立。
- 1999年（平成11年）津田山NHビル・スポーツ館竣工（スノーヴァ溝の口-R246）。ヒューム管、パイルに対するISO9001を取得。

### 日本ヒューム
- 2000年（平成12年）創立75周年を迎え、商号を日本ヒューム株式会社と改める。
- 2002年（平成14年）下水道管路施設の腐食調査・診断・判定業務を開始。
- 2003年（平成15年）ハイビーエム工法の開発、３Ｓセグメント工法開発。
- 2004年（平成16年）管路診断事業開始、ハイエフビー工法開発。
- 2005年（平成17年）組立式超大口径推進管製造開始。
- 2006年（平成18年）Ｎｅｗ-ＳＴＪ工法開発、フロートレス工法開発。
- 2009年（平成21年）ＪＩＰ-ＰＩＰＥ（高耐圧対応コンクリート推進管）製造開始。
- 2010年（平成22年）大口径既設管耐震化工法開発。
- 2013年（平成25年）フロートレス工法が土木学会「技術開発賞」受賞。
- 2014年（平成26年）パイルの製造技術を応用した電波塔の開発が「ＪＳＣＡ賞2014業績賞」受賞。
- 2015年（平成27年）会社創立90周年、セグメント事業開始、Ｎｅｗ-ＳＴＪ-Ⅱ工法開発。
- 2017年（平成29年）機構改革により、東日本統括本部及び西日本統括本部を設置
- 2018年（平成30年）NEXCO向け壁高欄開発
- 2019年（令和元年）セグメント継手（FN継手）開発

## 現在の事業所
- 本社
  - 東京都港区新橋5-33-11
- 支社
  - 北海道支社 - 北海道札幌市中央区大通西4-1 道銀ビル8F
  - 関東・東北支社 - 東京都港区新橋5-33-11
  - 東海支社 - 愛知県名古屋市中区新栄2-19-6 グランスクエア新栄4F
  - 関西支社 - 大阪府大阪市西区靱本町1-20-13 なにわ筋ビル6F
  - 九州支社 - 福岡県福岡市博多区下呉服町2-29 栗原工業ビル3F
- 工場
  - 苫小牧工場 - 北海道苫小牧市勇払132
  - 函館工場 - 北海道函館市庵原町162-1
  - 熊谷工場 - 埼玉県熊谷市万吉3300
  - 三重工場 - 三重県三重郡川越町亀崎新田58
  - 尼崎工場 - 兵庫県尼崎市丸島町32
  - 九州工場 - 福岡県北九州市若松区赤岩町2-1
- 海外
  - 香港 - NIPPON HUME CONCRETE (HK) LTD.
  - インドネシア - P. T. HUME CONCRETE INDONESIA

## 関連会社
- 株式会社エヌエィチ・フタバ
- 日本ヒュームエンジニアリング株式会社
- 株式会社ヒュームズ
- 技工曙株式会社
- 東邦ヒューム管株式会社
- 東京コンクリート工業株式会社
- NIPPON HUME INTERNATIONAL LTD.
- 株式会社環境改善計画